# Kelly Haimona
Kelly Joshua Haimona (Rotorua, 30 giugno 1986) è un rugbista a 15 neozelandese naturalizzato italiano, attivo nel ruolo di mediano d'apertura e internazionale per l'Italia.

## Biografia
Dopo aver militato nella squadra piacentina dei Lyons in serie A1, nella stagione 2013-14 passa al Calvisano, squadra con cui vince il suo primo scudetto. Al termine della stagione viene ingaggiato dalla franchigia delle Zebre per disputare il campionato di Pro12 2014-2015.
In occasione dei test match di fine 2014 il C.T. dell'Italia Jacques Brunel ha convocato Haimona, nel frattempo divenuto idoneo a rappresentare la FIR avendo militato per almeno tre anni nel campionato italiano; l'esordio è avvenuto contro Samoa ad Ascoli Piceno con 14 punti marcati.

## Palmarès
- Campionati italiani: 1
Calvisano: 2013-14